# Manga BoyZ
Manga BoyZ est un jeu de rôle inspiré librement de la dimension manga. Le créateur de l’univers est Gabriel Féraud, et les illustrateurs sont Philippe Caza, Jérémie L'Hostis et Kendrick Lim.

## Présentation
À la suite d'une invasion extra-terrestre, l’humanité a pour dernier espoir les rares individus réagissant étrangement à la Drine, cette drogue utilisée par l’ennemi afin d’asservir la population terrienne. Manga Boy, Québec Killeur et Panzer Kid sont aux premières lignes dans cette lutte implacable pour la liberté. Ces nouveaux héros sont capables de prouesses incroyables, ce qui est bien leur seul atout face à l’arsenal biologique et robotique des Envahisseurs venus des confins de la Galaxie.
Manga BoyZ est un jeu de rôle librement inspiré de la culture Manga. Si la base de Manga BoyZ repose sur l'invasion de la Terre par une race extra-terrestre, thème classique en manga et en science-fiction, il se distingue grâce à ses références aux conflits du vingt-et-unième siècle. En effet, les envahisseurs ont obtenu le droit au grand conseil galactique de neutraliser l'espèce humaine de façon préventive, avant qu'elle n'endommage trop sa planète et n'épuise ses ressources. Il ne s'agit ni plus ni moins que d'un prétexte politique pour s'emparer d'un territoire. Manga BoyZ replace aussi le lecteur dans le contexte actuel : les catastrophes naturelles, le réchauffement climatique, les guerres sont toutes les conséquences des activités humaines. Par delà une histoire, par de là un jeu, Manga BoyZ entend toucher un public qui se sent concerné par le devenir du monde.
Chaque titre est illustré par des artistes encore peu connus parrainés par un artiste de renom. Ainsi, le singapourien Kendrick Lim mais aussi le français Philippe CAZA participent au développement graphique de ces ouvrages.

## Technique
L’univers de Manga BoyZ se propose de s'inspirer de la dimension manga. Son univers est conçu pour permettre aux joueurs et aux meneurs de jeu toutes les audaces, dans des parties fluides et particulièrement cinématographiques. L’ambiance oscille entre les films de guerre (du résistant traqué au conflit armé), les mondes post-apocalyptiques et les univers à secrets (qui sont les envahisseurs ?). Manga BoyZ n’est pas un jeu de combat entre méchants. 

## Suppléments Manga BoyZ
1. Manga BoyZ - Les Sauveurs de l'Humanité (supplément réédité trois fois avec un scénario différent), Le Grimoire, coll. « Manga BoyZ », 2008
2. Manga BoyZ 2 - Les Héros de la Planète, Le Grimoire, coll. « Manga BoyZ », 2009
3. Manga BoyZ 3 - La Chute du Géant Mauve, Le Grimoire, coll. « Manga BoyZ », 2011